# Corps à baleines

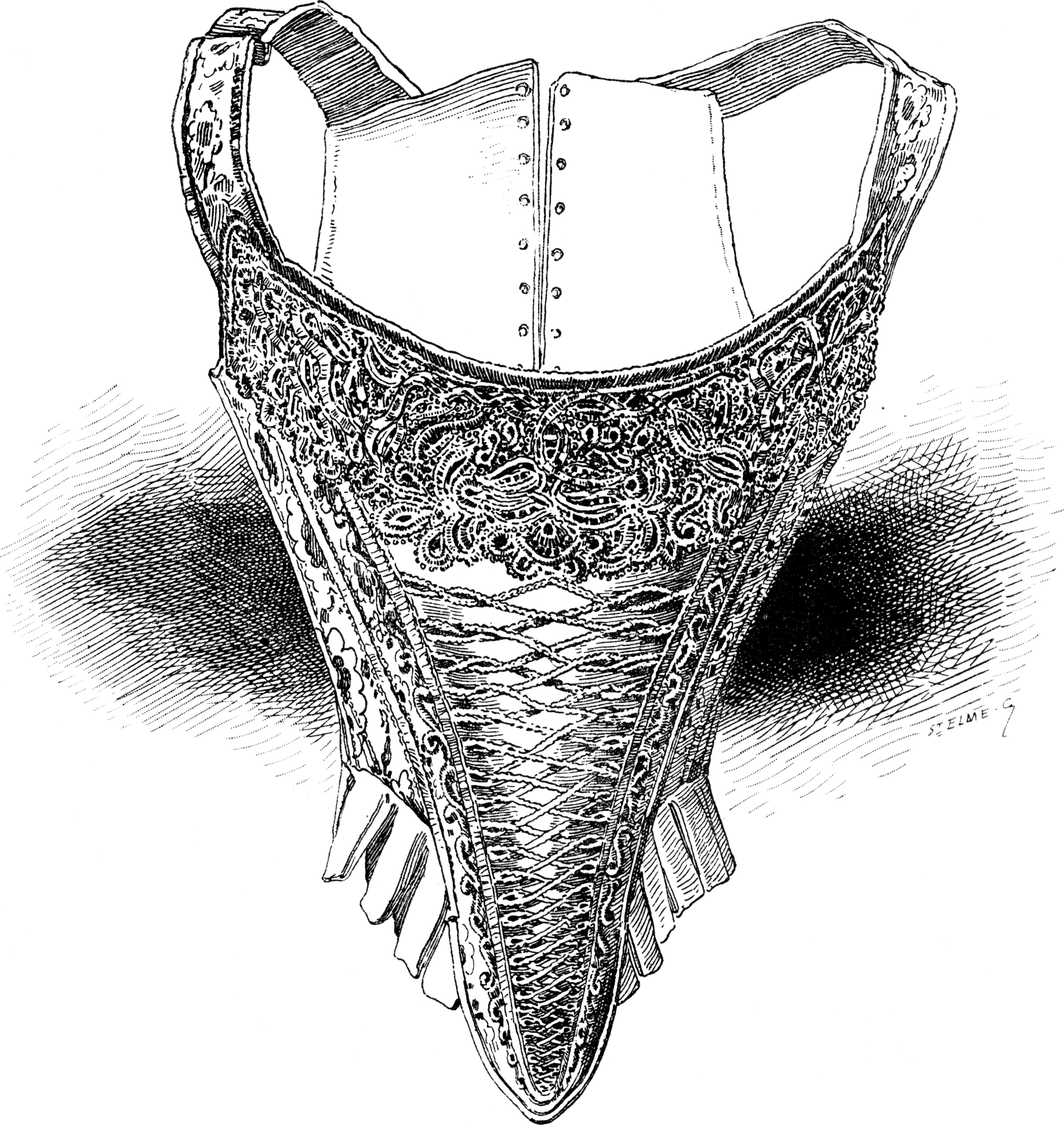
Corset XVIIIe siècle.

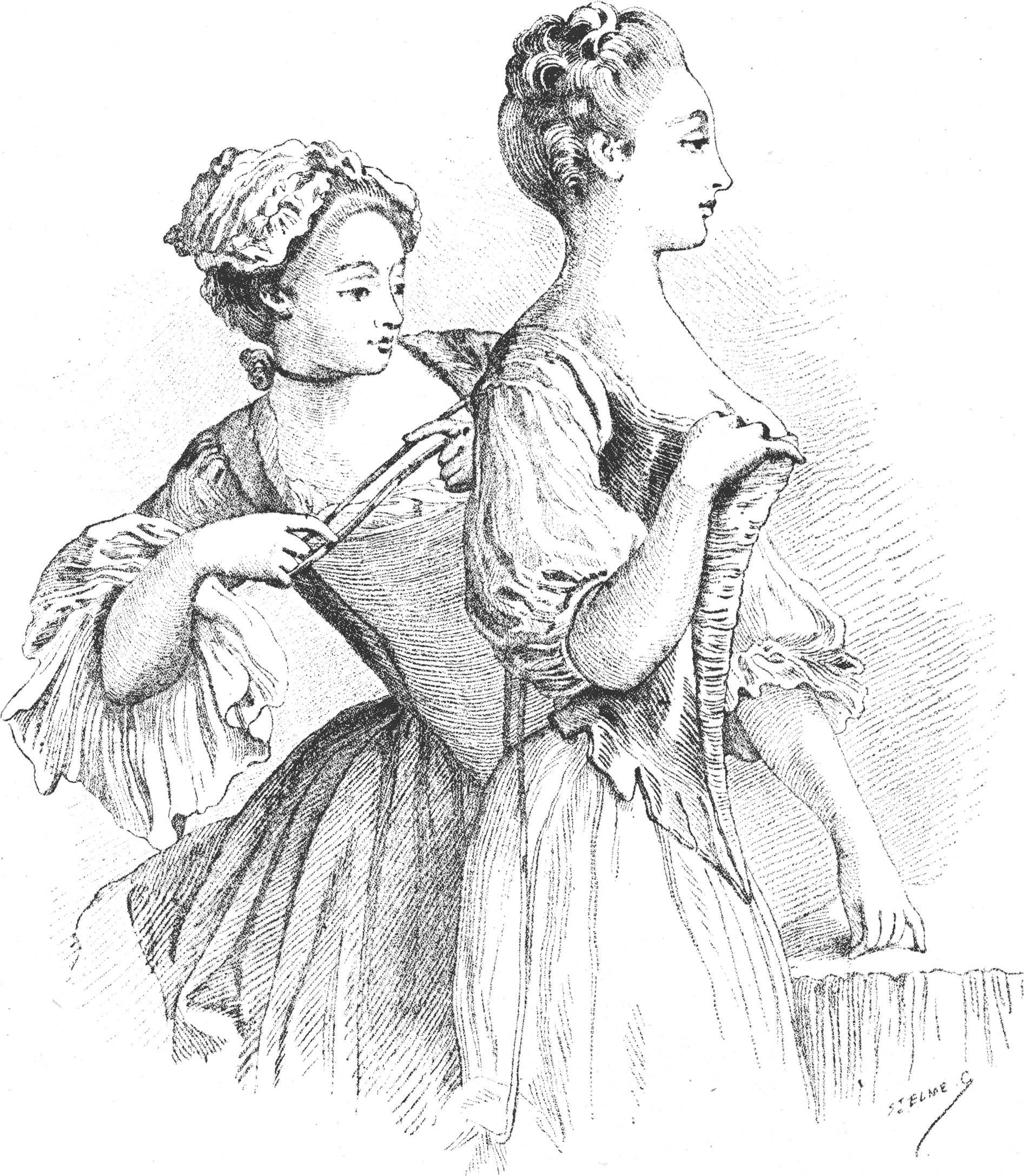
Élégante à sa toilette.

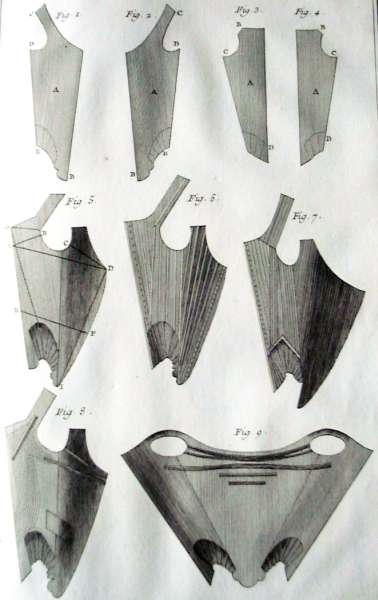
Planche de lEncyclopédie de Diderot et D'Alembert représentant diverses formes de corps à baleines.

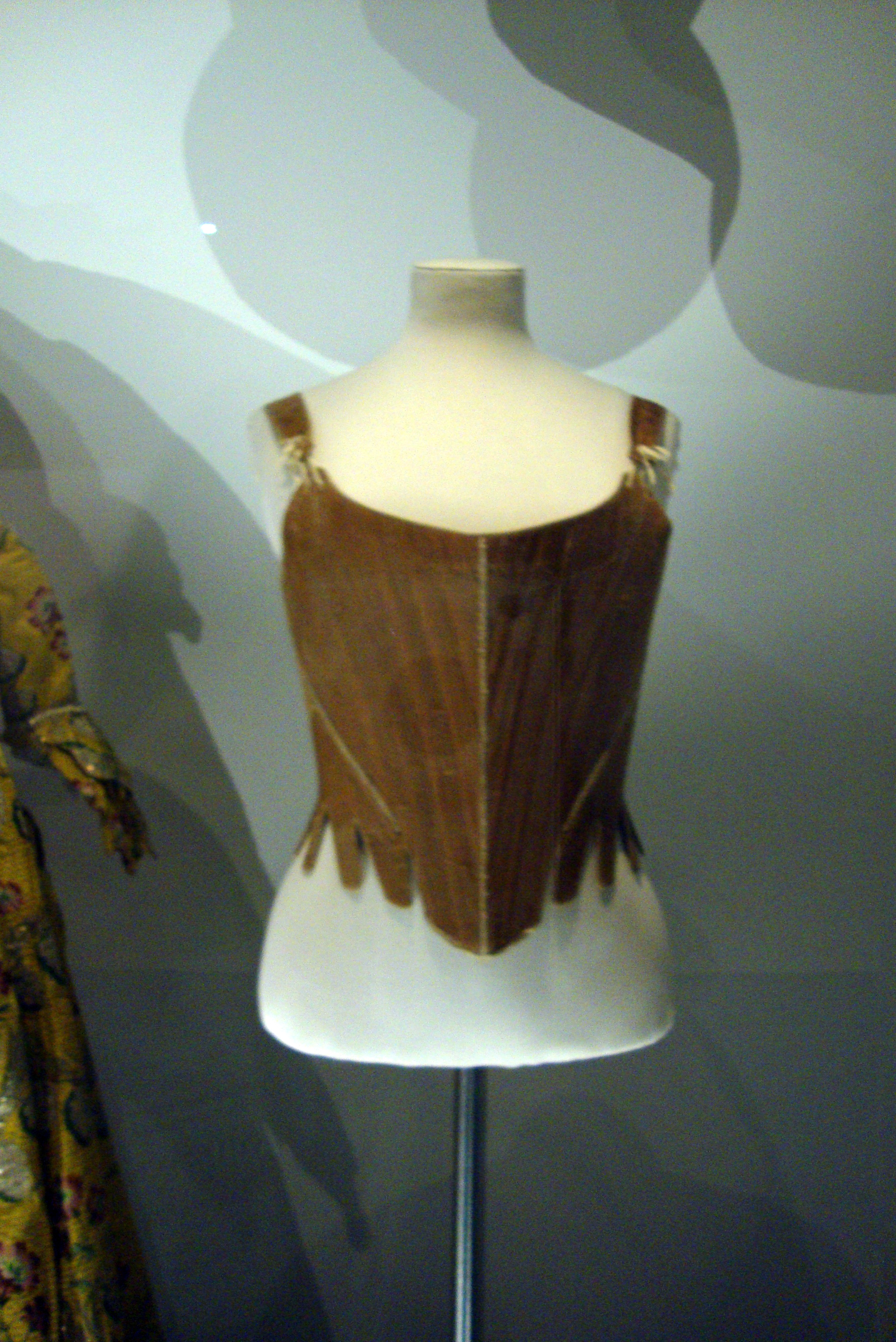
Corps à baleine, vers 1780, Musée de la Mode, Bath (Angleterre).

Le corps à baleines, également appelé corpiqué ou corps baleiné, est un accessoire vestimentaire venant d'Espagne. Il apparaît en France au XVIe siècle. C'est l'ancêtre du corset.

## Description formelle
Principalement répandu aux XVIIe et XVIIIe siècles, il se porte par-dessus une chemise, comme sous-vêtement sous la robe. Doté d'un busc en bois devant, décrit par Montaigne comme un véritable instrument de torture, il était lacé dans le dos ou sur le devant et était suffisamment rigide pour rejeter les épaules vers l'arrière, affiner la taille et hausser la poitrine de la femme qui le portait.
Les « corps » légers, peu ou pas baleinés mais quand même en tissu rigide, pour l'été, le repos, les occasions peu formelles… étaient appelés blancs corsets - soit parce qu'ils étaient souvent faits de toile blanche ou écru toute simple, soit parce que « blanc » a ici le sens de « vide » (de baleines).

## Différents usages du corps

### Soutenir le buste et la robe
Outre sa fonction esthétique, le corps à baleine avait aussi un usage pratique. Il remplissait d'abord le rôle des soutiens-gorge modernes, en soutenant et rehaussant la poitrine des femmes. De plus, cette structure rigide soulageait le dos des femmes, et les aidait à supporter le poids de leur robe. La robe à la française, qui se répand dans l'aristocratie au XVIIe et surtout au XVIIIe siècle, est faite de lourds tissus soutenus par un ou plusieurs paniers. Le corps à baleine représente donc un sous-vêtement structuré indispensable aux habitudes vestimentaires de son époque.

### Modeler le corps des femmes
Le corps baleiné accompagné du vertugadin crée une silhouette artificielle correspondant à un idéal de beauté. Le corps à baleine aplatit la poitrine et affine la taille tandis que les paniers élargissent les hanches. Cependant, le corps à baleine est aussi un outil de soutien du corps des femmes, considéré comme faible. Dans son ouvrage consacré au vêtement féminin, le médecin Alphonse Leroy (1742-1816) écrit que « l’habitude des femmes est molle, humide ».
Les femmes enceintes et les enfants n'étaient pas épargnés par l'emprise du corps à baleines. Les premières avaient droit à plus de laçages, qui permettaient de régler le corps à baleines en fonction de la taille du ventre.

### Modeler le corps des enfants
Les enfants, filles et garçons, portaient le corps à baleines dès la fin du maillot. Il avait les mêmes fonctions que ce dernier à savoir modeler le corps pour l'éloigner des réflexes des animaux et développer un maintien élégant. Les fillettes sont entraînées dès l'âge de raison à se comporter d'une manière élégante. Madame de Genlis explique dans ses mémoires qu'à six ans, on lui a fait porter un corps à baleines et des souliers étroits pour la première fois afin de lui « ôter son air provincial ».

## Pérennité
Dès la fin du XVIIe siècle, des philosophes comme John Locke critiquent l'usage du corps à baleines pour les enfants. D'abord perceptible en Grande-Bretagne, le mouvement est repris en France par Jean-Jacques Rousseau mais reste lié aux milieux aristocratiques et urbains. Le corps à baleines disparaît alors peu à peu des vestiaires enfantins et féminins, parallèlement aux paniers, sous l'influence du Siècle des Lumières et du Néoclassicisme. Il sera plus tard remplacé par le corset, cependant beaucoup plus souple.